# Grad Stoppani
Das Grad Stoppani war eine gebräuchliche Einheit der relativen Dichte, benannt nach dem deutschen Instrumentenbauer Franz Nikolaus Stoppani und seinem Bruder, die vor allem in Deutschland für die Bestimmung des Alkoholgehaltes benutzt wurde. Die Einheit bezieht sich dabei auf die so genannte Vitriol-Schwefelsäure-Scheidewaage, welche die Gebrüder Stoppani in Leipzig konstruierten.
Bereits 1795 hatte der deutsche Chemiker Jeremias Benjamin Richter schon einen Aräometer zur Bestimmung des Alkoholgehaltes gefertigt, auf den sich die Gebrüder Stoppani bezogen, deshalb haben Grad Stoppani und Grad Richter denselben Zahlenwert.
Die Skalen von Stoppani und Richter orientieren sich dabei an den Gewichtsprozenten und werden auch oftmals mit denen gleichgesetzt, obwohl beide Skalen kleinere Ungenauigkeiten aufweisen, so entsprechen beispielsweise 5° Stoppani/Richter = 4,99 Gew.-%, dies kommt daher, dass Richter und Stoppani bei der Erstellung der Skalen nicht 100%ig reinen Alkohol verwendeten.
Umrechnung der Richter-Stoppani-Grade in Relative Dichten
Für Flüssigkeiten schwerer als Wasser (bei 15,625 °C)
{\displaystyle d={\frac {166}{\left({166}-{\text{°Stoppani}}\right)}}}
Für Flüssigkeiten leichter als Wasser (bei 15,625 °C)
{\displaystyle d={\frac {166}{\left({166}+{\text{°Stoppani}}\right)}}}